# Fabián Cancelarich
Fabián Cancelarich (Santa Fe, 1965. december 30. – 2024. május 14.) argentin válogatott labdarúgókapus. 

## Klubcsapatban
Pályafutása során a Ferro Carril Oeste (1986–92), a Belgrano (1992–93, 1994), a Newell’s Old Boys (1994), a Millonarios (1995), a Huracán (1995–96), az Talleres de Córdoba (1996–97), a Platense (1997–99), a Ferro Carril Oeste (1999–00) és a Central Córdoba (2000–04) csapatában játszott. 

## A válogatottban
Tagja volt az 1988. évi nyári olimpiai játékokon szereplő válogatott keretének és részt vett az 1990-es világbajnokságon, az 1989-es Copa Américán és az 1992-es konföderációs kupán, de soha egyetlen mérkőzésen sem szerepelt az argentin válogatottban.

## Sikerei, díjai
Argentína
- Világbajnoki döntős (1): 1990
- Copa América győztes (1): 1991
- Konföderációs kupa győztes (1): 1992